# Фунгініт

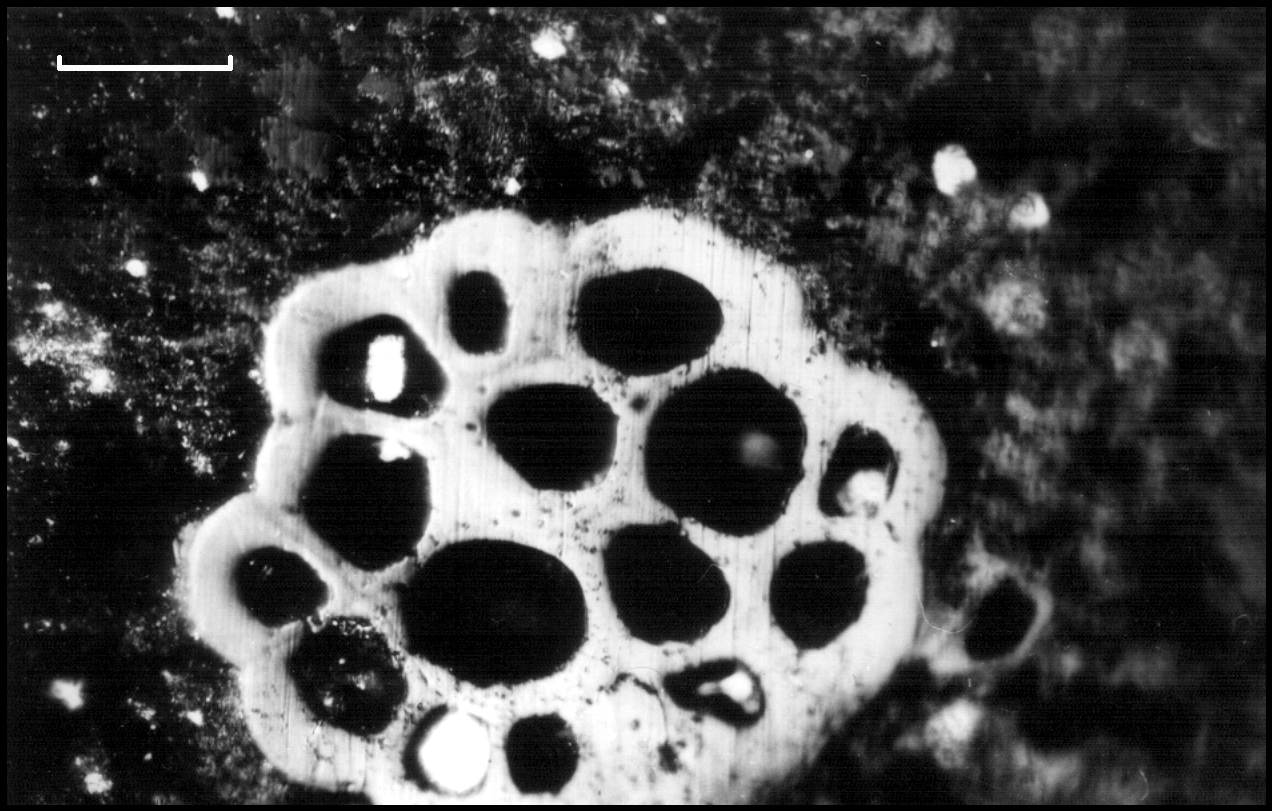
Рис. Фунгініт (біла речовина з чорними «вікнами» порожнин). Буре вугілля. Верболозівський розріз. Дніпровський басейн. Відбите світло. Імерсія. Шкала 0,02 мм.

Фунгініт (рос. фунгинит, англ. funginite, нім. Funginit m) — мацерал інертинітової мацеральної групи, що складається, в основному, з одиничних або багатоклітинних спор грибів, склеротій, ниток грибниці (гіф) і міцелію (строма, мікориза) з високою відбивною здатністю і інших залишків грибів.

## Загальний опис
Термін запропонований увазі Міжнародного комітету з петрології вугілля і органічної речовини (МКПВОР) Бенесом (1958 р.) і Ліоном в 1996 р. введений МКПВОР в 1996 р. для позначення залишків грибів у вугіллі і осадових породах.
У вугіллі і відкладах третинного періоду Ф. складається, г.ч., з круглястих одноклітинних — багатоклітинних овальних форм. У залежності від кількості клітин на шліфованих поверхнях можна розрізнити одноклітинні форми (спори), двоклітинні і багатоклітинні, більш веретеноподібні форми (телеутоспори), а також багатоклітинні круглясті форми (склеротії). Фунгініт також зустрічається в трубчастих формах (гіфи) і як структуровані тканини тонких трубок (міцелії, плектенхіми). У палеозойському вугіллі і відкладах фунгініт зустрічається рідко. Присутні тільки форми, що утворилися від склеротій, і різні типи тканин грибів. Розмір спор грибів в деяких сучасних торфах варіює від 10 до 30 мкм, а розмір склеротій і інших постійних тканин грибів — від 10 до 80 мкм (Мор і інш., 1996 р.). Тонкостінні спори грибів можуть досягати в діаметрі 185 мкм (Тейлор, 1990 р.). У пізніших відкладах і торфах склеротії можна іноді побачити неозброєним оком. Одиничні гіфи (трубки) грибів мають різну довжину і ширину; вони можуть досягати значної довжини. У індонезійському торфі їх діаметр звичайно становить 2-4 мкм, а довжина 100—200 мкм (Мор і інш., 1996 р.). У вугіллі пізнього палеозою фунгініт, що складається з тканин грибів, розпізнати важко, його можна переплутати з іншими інертинітовими мацералами типу фузиніту.

## Фізичні властивості
Колір Ф. ясно-сірий до білого, рідко жовтувато-білий. У третинному вугіллі низьких стадій вуглефікації відбивна здатність фунгініту іноді тільки трохи вище, ніж у відповідного гумотелініту. Загалом, вимірювання дали величини 0,4-1, % Rr. У кам'яному вугіллі відбивна здатність фунгініту навіть у межах одного типу вугілля сильно змінюється. Водночас, відбивна здатність вище, ніж відповідного вітриніту, але збігається з відбивною здатністю вітриніту при 1,6 % RrVit.
Фунгініт не флуоресціює за винятком різновидів зі значними вкрапленнями бітуму (Даулей і Кук, 1988 р.). Флуоресціюючі заповнення клітин склеротій належать ексудатиніту.
Твердість шліфування і ослаблення у молодого вугілля варіюють від невисоких до помірно високих значень. У кам'яному вугіллі обидві характеристики варіюють від помірних до високих і залежать від рослинного походження фунгініту.

## Хімічні властивості
Залишки грибів складаються, г.ч., з хітину, азотного полісахариду, нерозчинного у воді, слабких кислот і слабких лугів. Темний колір в світлі, що пропускається і висока відбивна здатність залишків грибів обумовлюються пігментом меланіном (Тейхмюллер, 1989 р.). Меланін містить 10-15 % протеїнів, він демонструє структурний зв'язок з гумусовими кислотами і лігніном (Неймюллер, 1985 р.), нерозчинний і тому стійкий до органічної деградації (Філіп і інш., 1976 р.; Рассел і інш., 1980 р.). Мікро-FTIR фунгініту вугілля середніх стадій вуглефікації показує ароматичні прошарки при 1587 см−1, 1449 см−1 і 1027 см−1, в зоні 700—900 см−1 (Філіп і інш., 1976 р., Машталерц і Бастін, 1993 р.).

## Залягання
Гриби всіх основних класів відомі з раннього палеозою (Тіфні і Баргхурн, 1974 р.; Тейлор і Тейлор, 1993, 1997 рр.). У зв'язку з цим, фунгініт можна чекати в невеликих кількостях в торфах, вугіллі і осадових породах різного віку (від девонського періоду до цього часу). Він зустрічається попутно з іншими мацералами і є типовим компонентом дюритів північної півкулі з невеликим вмістом споринітів (Штах і інш., 1982 р.). Іноді фунгініт концентрується в кишенях або горизонтах. У молодому вугіллі фунгініт часто зустрічається разом з гумодетринітом і концентрується в світлих прошарках м'якого бурого вугілля (Теймюллер, 1950 р.). У темних шарах болотисто-лісистого типу фунгініт разом з іншими хімічно стійкими мацералами (інертодетринітом, секретинітом, резинітом) може з'являтися у вигляді розсипів (Тейхмюллер, 1950 р.; Рамірес Кастро, 1980 р.). Іноді він зустрічається в зв'язку з текстинітом/телінітом (мікорізи) (Штах і інш., 1982 р.; Тейлор і інш., 1995 р.). Залягання фунгініту може вказувати на старе або недавнє руйнування торфів під впливом атмосферних впливів (осушення). У молодому вугіллі залишки грибів можуть також виступати в ролі забруднюючої речовини. Крім того, фунгініт зустрічається у відкладах тріасових пластів Антарктики (Філіпс і Тейлор, 1996 р.). Фунгініт є частиною керогену типу IV.
За типом склеротій кайнозойське вугілля і відклади можна легко відрізнити від мезозойського і палеозойського вугілля і осадових порід. Телеутоспори і певні типи склеротій були зареєстровані у всіх частинах світу тільки у вугіллі і відкладах третинного періоду і більш раннього віку. Тип і кількість спор грибів і інших тіл грибного походження можуть виявитися корисними при зіставленні вугільних пластів (Бенес, 1969 р.) і визначенні палеооточення формації торфу (Ярцен і Елсик, 1986 р.; Мор і інш., 1996 р.).

## Технологічні властивості
Практичного впливу Ф. на процес збагачення вугілля і спікливість при коксуванні не помічено (імовірно, внаслідок його невеликої частки), хоча телеутоспори і склеротії при коксуванні залишаються інертними (Штах і Чандра, 1956 р.; Кук, 1962 р.).

## Близькі терміни
хітиніт, семихітиніт (Драт, 1939 р.), частково — склерокол (Гені, 1954 р.), фунгіспороніти (Бенес, 1960 р.), фунго-склеротиніт (Бенес і Краусова, 1958 р.; Ліон і інш., 1982 р.), фунгальний склеротиніт (Бенес, 1969 р.), склеротиніт (МКПВОР, 1957, 1963, 1971 рр.). Походження слова: fungus (лат.) — гриб, поганка.